# Photograph (Nickelback)
Photograph is een nummer van de Canadese rockband Nickelback uit 2005. Het is de eerste single van hun vijfde studioalbum All the Right Reasons.
Het nummer werd internationaal een hit. Zo werd het een nummer 1-hit in Nickelbacks thuisland Canada. In de Amerikaanse Billboard Hot 100 haalde het de nummer 2-positie. In de Nederlandse Top 40 had het nummer ook veel succes met een 4e positie, maar in Vlaanderen bleef het steken op een 2e plek in de Tipparade.